# Dicranophyma hingstoni
Dicranophyma hingstoni är en insektsart som beskrevs av Boris Petrovich Uvarov 1921. Dicranophyma hingstoni ingår i släktet Dicranophyma och familjen gräshoppor. Inga underarter finns listade i Catalogue of Life.